# Bradysia tridonta
Bradysia tridonta är en tvåvingeart som beskrevs av Lyudmila Komarova 2003. Bradysia tridonta ingår i släktet Bradysia och familjen sorgmyggor. Inga underarter finns listade i Catalogue of Life.